# Willem I van Normandië

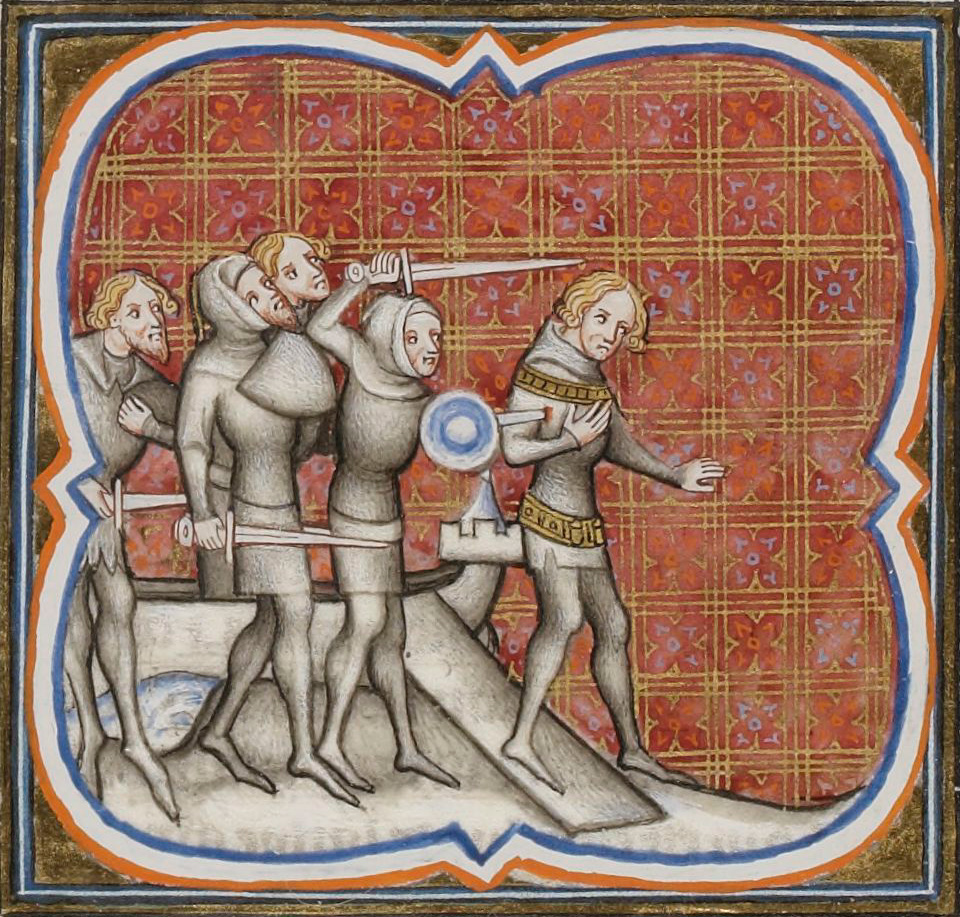
Moord op Willem Langzwaard in 942

Willem I van Normandië (ca. 907 - Picquigny, 17 december 942), ook Willem Langzwaard genoemd (in het Frans Guillaume Longue-Epée, in het Oudnoors  Viljâlmr Langaspjôt), was heerser over Normandië van 927 tot 942.
Willem was zoon van Vikingkoning Rollo en Poppa van Bayeux, vermoedelijk dochter van markies Berengar van Neustrië, en christen. Willem volgde zijn vader al kort voor diens overlijden in 928 op, omdat die niet meer in staat was om te regeren, als jarl van de Vikingen aan de monding van de Seine. Als graaf van Normandië (Normandië werd pas later tot een hertogdom gemaakt) huldigde hij de koning van West-Francië. Hij steunde de Vikingen van de Loire tegen Bretagne, wat er uiteindelijk toe leidde dat Bretagne onder gezag van Normandië kwam te staan. Rond 931 moest hij een opstand neerslaan van Noormannen die vonden dat Willem te veel was verfranst. In 935 sloot hij een politiek huwelijk met Liutgard van Vermandois, een dochter van Herbert II van Vermandois. Hij steunde in 936 de kroning van Lodewijk IV van Frankrijk maar koos al snel de kant van Hugo de Grote, en nam met hem deel aan de belegering van Reims en Laon. In 939 steunde Willem Herluinus van Montreuil die werd aangevallen door Arnulf I van Vlaanderen. Willem heroverde de strategisch gelegen stad Montreuil, die door Arnulf was bezet, en Herluinis huldigde Willem als zijn heer en stelde de Ponthieu onder zijn bescherming. Arnulf nodigde in december 942 Willem uit voor onderhandelingen te Picquigny. Daar aangekomen werd Willem echter door het gevolg van Arnulf vermoord, vermoedelijk door Arnulfs geadopteerde zoon (en onechte neef) Boudewijn van Cambrai.
Willem is een sleutelfiguur in de consolidatie van Normandië als feodaal vorstendom. Hij deed schenkingen aan de abdij van Mont Saint-Michel. Hij herbouwde de abdij van Jumièges omdat hij daar zijn oude dag wilde doorbrengen. Na zijn dood werd op zijn lichaam een sleutel gevonden van een kist waarin de stof voor een monnikspij bleek te zitten. Willem werd opgevolgd door zijn zoon Richard I van Normandië. Het lichaam van Willem Langzwaard ligt begraven in de kathedraal van Rouen.
Willem was volgens de more danico getrouwd met Sprota, een Bretonse, die hem zijn zoon Richard I van Normandië schonk. De "more danico" was het gewoonterecht van de Vikingen waardoor een man met meerdere vrouwen tegelijk getrouwd kon zijn, dit was dus geen kerkelijk huwelijk. Sprota hertrouwde met een rijke molenaar.
Het huwelijk met Liutgard van Vermandois bleef kinderloos.